# История административного деления Беларуси
Административное деление Белоруссии подвергалось значительным изменениям с марта 1924 года, когда ЦИК СССР принял решение о передаче ряда волостей и уездов Витебской, Гомельской и Смоленской губерний в состав БССР. Согласно первоначальному плану 1923 года, в БССР должны были войти также Гомельский и Речицкий уезды Гомельской губернии и Велижский, Невельский и Себежский уезды Витебской губернии, однако границы были пересмотрены комиссией ЦИК СССР с участием её секретаря и начальника комиссии по районированию Тимофея Сапронова.

## Области
- 1938 год — созданы Витебская, Могилёвская, Минская, Гомельская и Полесская области БССР.
- 1939 год — Западная Беларусь включена в состав БССР. Созданы Брестская, Пинская, Барановичская, Вилейская и Белостокская области.
- 1944 год — созданы Гродненская, Полоцкая и Бобруйская области, Вилейская область преобразована в Молодечненскую.
- 1945 год — Белостокская область передана Польше.
- 1954 год — упразднены Полоцкая, Полесская, Бобруйская, Барановичская и Пинская области.
- 1960 год — упразднена Молодечненская область.

В период с 1956 по 1965 часто менялись границы между областями. Так, Бегомльский район Минской области вошёл в состав Витебской области, Глусский район Минской области — в состав Могилёвской области, Ленинский район Брестской области разделён между Гомельской, Минской и Брестской областями (впоследствии минская часть с населёнными пунктами Хоростово и Гоцк была возвращена Брестской области и затем снова передана Минской), Ректенский, Обидовичский, Великозимницкий и Поляниновичский сельсоветы переданы из Гомельской области в Могилёвскую, Доброселецкий и Словатичский — из Брестской в Гродненскую, Богдановский — из Гродненской в Минскую, Дричинский и Дарагановский — из Минской в Могилёвскую и др.

## Районы
- 1938 год — в БССР 90 районов.
- 1939 год — создан 101 район Западной Беларуси.
- 1940 год — Свентянский, Годутишковский и Поречский районы упразднены в связи с передачей большей части их территорий Литовской ССР.
- 1945 год — 17 районов Белостокской и 3 района Брестской областей переданы Польше. Часть Гродненской области также передана Польше, в том числе и центр Крынковского района Крынки. Район преобразован в Берестовицкий.
- 1945 год — Пропойский район переименован в Славгородский.
- 1946 год — созданы Кохановский, Ореховский и Улльский районы.
- 1947 год — Коссовский район преобразован в Ивацевичский.
- 1956 год — упразднены Домачевский и Шерешевский районы Брестской области, Кохановский, Ореховский и Улльский районы Витебской области, Журавичский, Светиловичский и Стрешинский районы Гомельской области, Любченский и Мирский районы Гродненской области, Гресский район Минской области.
- 1957 год — Новомышский район Брестской области преобразован в Барановичский, упразднены Ильянский район Молодечненской области, Бытенский и Жабчицкий районы Брестской области. Центр Суражского района Витебской области перенесён в Яновичи.
- 1958 год — Меховский район преобразован в Езерищенский.
- 1959 год — упразднены Антопольский, Дивинский, Жабинковский и Телеханский районы Брестской области, Освейский район Витебской области, Василевичский район Гомельской области, Сопоцкинский район Гродненской области, Заславский и Краснослободский районы Минской области, Дрибинский, Круглянский и Чериковский районы Могилёвской области, Дисненский и Свирский районы Молодечненской области.
- 1960 год — упразднены Ленинский район Брестской области, Богушевский, Ветринский, Видзовский, Дуниловичский и Суражский районы Витебской области, Домановичский район Гомельской области, Василишковский, Козловщинский, Порозовский и Юратишковский районы Гродненской области, Бегомльский, Радошковичский, Руденский и Холопеничский районы Минской области.
- 1961 год — упразднён Давид-Городокский район Брестской области. Сиротинский район преобразован в Шумилинский, Паричский — в Светлогорский.
- 1962 год — упразднены Высоковский, Ганцевичский, Городищенский, Ивановский, Ивацевичский, Логишинский, Малоритский и Ружанский районы Брестской области, Докшицкий, Дубровенский, Езерищенский, Плисский, Россонский, Ушачский, Чашникский, Шарковщинский, Шумилинский районы Витебской области, Ветковский, Комаринский, Копаткевичский, Кормянский, Лельчицкий, Лоевский, Наровлянский, Октябрьский, Тереховский, Туровский, Уваровичский, Чечерский районы Гомельской области, Берестовицкий, Дятловский, Желудокский, Зельвенский, Кореличский, Мостовский, Островецкий, Радунский, Скидельский районы Гродненской области, Березинский, Воложинский, Ивенецкий, Клецкий, Кривичский, Плещеницкий, Смолевичский, Старобинский, Стародорожский и Узденский районы Минской области, Глусский, Кличевский, Кричевский, Осиповичский, Славгородский, Хотимский районы Могилёвской области. Дриссенский район Витебской области переименован в Верхнедвинский.

- 1965 год — восстановлены Ивановский, Ивацевичский и Малоритский районы Брестской области, Докшицкий, Дубровенский, Россонский и Чашникский районы Витебской области, Ветковский, Лельчицкий, Наровлянский, Чечерский районы Гомельской области, Дятловский, Кореличский, Мостовский и Островецкий районы Гродненской области, Березинский, Воложинский и Смолевичский районы Минской области, Кличевский, Кричевский, Осиповичский и Славгородский районы Могилёвской области. Создан Солигорский район Минской области.
- 1966 год — восстановлены Ганцевичский и Жабинковский районы Брестской области, Ушачский, Шарковщинский и Шумилинский районы Витебской области, Кормянский, Лоевский и Октябрьский районы Гомельской области, Берестовицкий и Зельвенский районы Гродненской области, Клецкий, Стародорожский и Узденский районы Минской области, Глусский, Круглянский, Хотимский и Чериковский районы Могилёвской области.
- 1989 год — восстановлен Дрибинский район Могилёвской области.

### Переименованные районы
- Валевский — с 1940 г. Кореличский
- Коссовский — с 1947 г. Ивацевичский
- Новомышский — с 1957 г. Барановичский
- Меховский — с 1958 г. Езерищенский
- Сиротинский — с 1961 г. Шумилинский
- Паричский — с 1961 г. Светлогорский